# Требл
Требл використовується асоціацією футболістів, як термін, який позначає перемогу футбольного клубу у трьох турнірах. Зазвичай це турніри: внутрішній чемпіонат країни (Прем'єр-ліга), внутрішній кубок країни (Кубок Англії) і кубок Ліги Чемпіонів. Трофеї, які розігрують тільки в одному матчі (Суперкубок України, Суперкубок УЄФА), не враховуються, як частина треблу.
Існують різні способи отримати требл — престижнішим вважається «континентальний требл» (Вища ліга країни, внутрішній кубок і найвищий рівень континентальних змагань) і є «внутрішній требл» (Вища ліга і 2 внутрішні кубки).